# Gråbrunt haröra
Gråbrunt haröra (Otidea platyspora) är en svampart som beskrevs av Nannf. 1966. Gråbrunt haröra ingår i släktet Otidea och familjen Pyronemataceae.  Arten är reproducerande i Sverige. Inga underarter finns listade i Catalogue of Life.